# Favolaschia furfurella
Favolaschia furfurella är en svampart som beskrevs av Singer 1974. Favolaschia furfurella ingår i släktet Favolaschia och familjen Mycenaceae.   Inga underarter finns listade i Catalogue of Life.